# Подільський говір

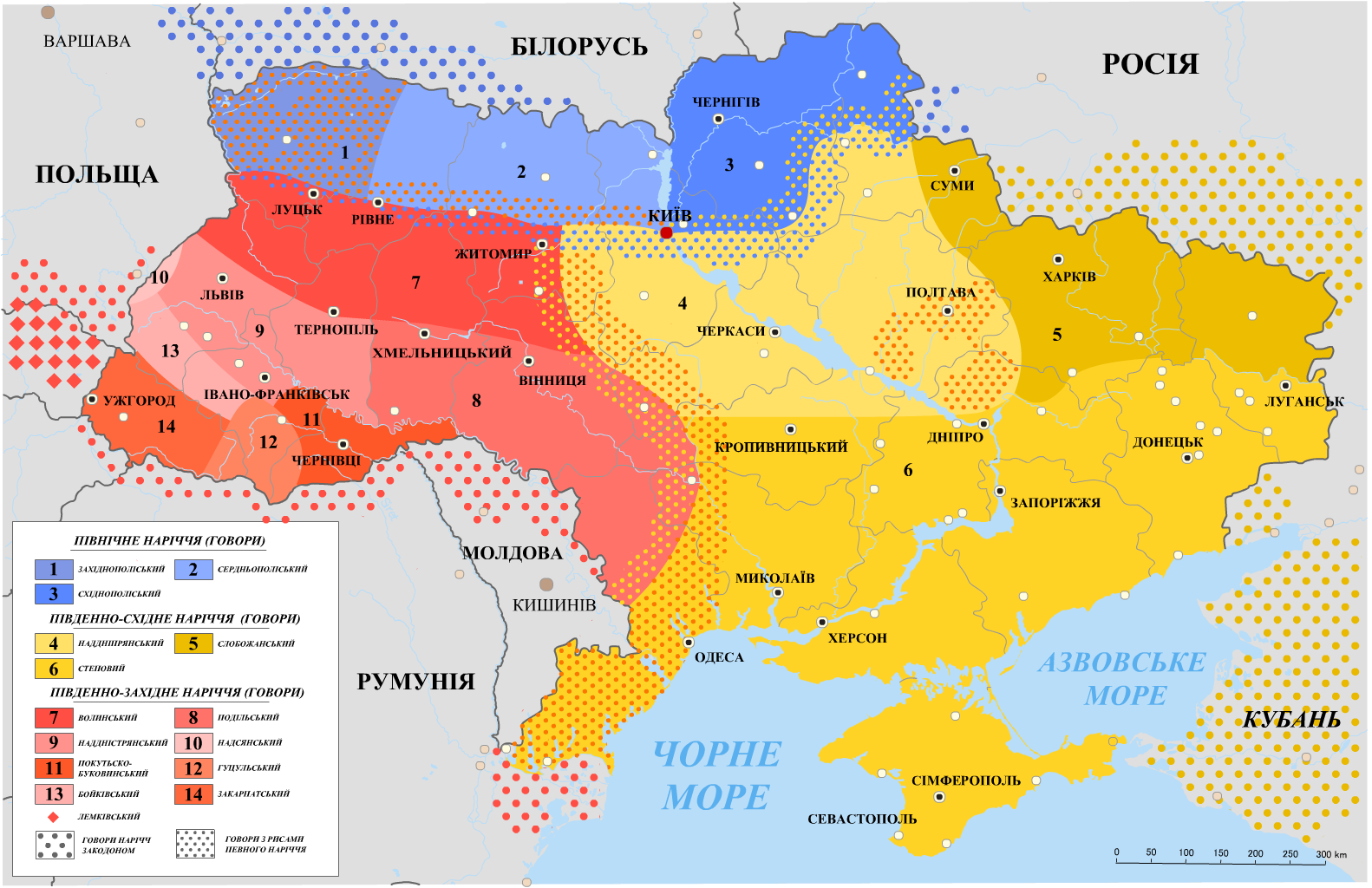
Карта українських наріч і говорів (2005).
Подільський говір (8)

Подільський говір — говір української мови. Належить до групи волинсько-подільських говорів південно-західного наріччя. Подільський говір неоднорідний, сформований під сильним впливом говорів південно-західного наріччя (наддністрянським, покутсько-буковинським, волинським) і меншим впливом південно-східного наріччя (середньонаддніпрянським і степовим).

## Поширення
Подільський говір поширений на території історичного Поділля. А саме:
- Хмельницька область, південні і центральні райони.
- Вінницька область, південні райони.
- Черкаська область, південно-західні райони.
- Кіровоградська область, західні райони.
- Миколаївська область, північно-західні райони.
- Одеська область, північно-західні райони.

### Межі з наддністрянським говором
На заході річкою Збруч подільський говір межує з наддністрянським.
Наддністрянський говір від подільського відмежовується ізоглосами явищ (першими при протиставленні подаються риси подільського говору, другими — наддністрянського):
- голосний звук на місці давнього ятя в іменнику відро: відро — видро;[4]
- наявність і відсутність приставного голосного звука в дієслові іржати: іржати — ржати і іржати;[5]
- голосні звуки о і е після шиплячих приголосних: шостий, вчора — шестий, вчера;[6]
- голосні звуки на місці давнього носового ę в числівнику десять: десять і десіть — десіть;[7]
- голосні звуки на місці давнього носового ę в кінцевому складі: ягня — ягнє;
- перехід голосного а після м'яких приголосних в е та і: фасоля — фасоле і фасолі;
- звукова будова іменника цвях: цьвях — цьвих і цьвех;
- звукова будова іменника коцюба: коцюба і коцюба — кацюба;
- звукова будова іменника зозуля: зузуля і зазуля — зазулє і зазулі;[8]
- звукова будова іменника золото: золото — злото і золото;
- звукова будова іменника війт: ві'йт — віт;
- звукова будова дієслова мандрувати: вандрувати — мандрувати;
- звукова будова іменника граната: граната — ґранта;
- звукова будова іменника гадюка: гадюка — гадюґа і гадюка;
- словотвірна будова іменників — назв листя картоплі, буряків: картоплиня, бараболиня, бурачиня — бараболянка, бурачанка;[9]
- форма орудного відмінка множнини іменника гість: гістьми і гостями та гостями — гостема і гостіма;
- форма називного відмінка складених числівників: два з половиною, три з половиною — півтретя, півчверта;
- форма називного відмінка числівника дев'яносто: дев'яносто і девиносто — дев'ядесет, дев'їдесет, деведесєт;
- форма називного відмінка числівника двісті: двісті і двіста — деїста;
- форми 1-ї і 2-ї особи однини теперішнього часу від дієслова лити: ляю, ляєш — лею, леєш;
- особові форми дієслів II дієвідміни теперішнього часу з основою на губний приголосний: люблять, ловлять — люб'ять, лов'ять;
- сполучник що: шо — же і шо;
- сполучник щоб: шоб — жеби і жиби;
- поширення словосполучень: взяв ножа, перекинув воза і взяв ніж, перекинув віз — взєв ніж, перекинув віз;
- поширення конструкцій: у хлопця нема грошей — хлопец не має грошей і у хлопцє нема грошей;
- уживання слів:
  - на позначення будівлі для свійських тварин: хлів і обора — стайне;
  - кварти пити воду: кварта — горне і банячок;
  - скатерті: скатерка і обрус — обрус;
  - воза для зерна, картоплі: бестарка — ґара;
  - райдуги: радуга — дуга;[10]
  - господині: хазяйка і господиня — ґосподине і ґаздинє;[11]
  - вагітної жінки: бережена, груба і вагітна — груба і вагітна;[12]
  - короткозорої людини: близорукий і короткозорий — короткозорий;[13]
  - почекати: почекати і підождати — зачекати;[14]
  - захворіти: занедужати і заслабнути — заслабнути;
  - кумкають (про жаб): квакають — рахкают;[15]
  - вигуки, якими кличуть коней: ксьов-ксьов і цонь-цонь — цісь-цьов.[16]

## Особливості

### Говірки
- Західноподільська говірка (спільні риси з наддністрянськими говірками)
- Східноподільська говірка (спільні риси з середньонаддніпрянськими та степовими говірками)
- Північноподільська говірка (спільні риси з волинськими говірками)
- Південноподільська говірка (спільні риси з покутсько-буковинськими говірками)

### Фонетика
- Повне або часткове нерозрізнення ненаголошених голосних и та о

сеилó, силó, шерóкий, тоуб’í, туб’í, доуп’íк, дуп’íк
- Відсутність переходу в е, і після м'яких приголосних (лише в західноподільських говірках спостерігається перезвук а → е)

з'ат’, вз'аў, йагн’á
- Твердість p перед голосними

бурáк, радóк, расни́й, зорá, говóру
- Твердість у південноподільських говірках кінцевого ц

хлóпеиц, м’íс'ац
- Твердість передньоязикових приголосних т, д, н, с, з, л перед і, що походить з давнього о

ніс, сік, стіл, лій
- Наявність вставних л’, н’ після губних приголосних

рипл’áх, здорóўл'а, жáбл'ачий, корóўл'ачий, мн’áсо, мн’áта
- Перехід в у м у сполуці вн

р’íмний, дамнó
- Наявність протетичних приголосних в та г перед голосними

гóс'ін’, вóс'ін’, горáти, ворáти, вор’íх, вóстрий, гóстрий
- Стягнення подвоєних приголосних

нас’íн'а, кор’íн'а, жит’á
- Твердість приголосного т у дієсловах 3-ї особи однини і множини теперішнього часу і 2-ї особи множини наказового способу

рóбит, нóсит, рóбл'ат, нóс'ат, роб’íт, нос’íт
- Відсутність переходу зубних приголосних у шиплячі в дієслівних формах

хóд'у, нóс'у, крýт'у, вóд'у
- Перехід е у а (я) в дієприкметниках минулого часу

зроблений — зробляний; спечений — спечаний

### Лексика
Має багато спільного з сусідніми говорами.
- У його межах закінчуються ізоглоси ряду лексем, поширених у більшості говорів південно-західного наріччя

най ‘хай, нехай’, когýт ‘півень’, т'ічки́ (т'ічóк) ‘пасіка’, р’íшча ‘хмиз’, клáн'а ‘півкопа’, комар’í ‘мурашки’, а-сá ‘вигук, яким відганяють свиней’, а-рйá ‘вигук, яким відганяють овець’, та ін.;
- а також у зворотному напрямі з південного сходу на південний захід

завóд'ат ‘виють (про вовків)’, чорногýз ‘лелека’, шматóк ‘кусок’.
У південноподільських говірках є деякі запозичення зі східнороманських мов
папшóйа ‘кукурудза’, бурдéй ‘землянка’ та ін.

### Морфологія
- Відмінювання іменників м'якої та мішаної груп за зразком твердої групи

кон’óв'і, товáришов'і, кон’óм, товáришом, зеимл’óйу, долóн'ойу, грýшойу, пóл'ом;
- у західноподільських говірках іменники жіночого роду в орудному відмінку однини мають закінчення -еў або -оў, -ом

землéў, душéў, зеимл’óў, душóў, зеимл’óм, душóм;
- наявність у південноподільських говірках флексій -и у формі род. в. одн. іменників III відміни (сóли, смéрти) та -ох у формі місц. в. іменників сіни, груди (у с’íн'ох, у грýд'ох);
- усічення закінчень прикметників та присвійних займенників ж. р. в дав. і місц. в. одн.

зеилéн'і трав’í, на зеилéн'і трав’í, нáш'і бригáд'і, у нáш'і бригáд'і;
- відсутність розрізнення твердих і м'яких основ прикметників

си́ний, дáвний;
- творення форм вищого ступеня прикметників за допомогою суффіксу -ішч

добр’íшчий, син’íшчий, чеивон’íшчий;
- творення майбутнього часу дієслів недоконаного виду аналітичними і синтетичними способами

роби́тиму, бýду роби́ти і бýду роби́ў;
- поширення у західноподільських говірках дієслівної складеної форми минулого часу

роби́ли-смо, роби́ли-сте;
- препозитивне вживання у західноподільських говірках частки ся

де с'а ти д’íла.

### Синтаксис
Поширення словосполучень типу п'ішóу за водóйу, п'ішóў води́ (у західноподільській та південноподільській говірках), п'ісл'а (пóсл'а), об’íду та ін.